# Angelo Giustiniani
Angelo Giustiniani OFMObs (französisch Ange Justiniani; * 1520 auf Chios; † 22. Februar 1596 in Genua) war ein genuesischer römisch-katholischer Geistlicher und Bischof von Genf.

## Leben
Er stammte aus einer genuesischen Patrizierfamilie und war der Sohn von Francesco Giustiniani und dessen Frau Francischetta, deren Nachname unbekannt ist. Die Familie lebte auf Chios, das zu jener Zeit eine Genueser Kolonie war. Angelo Giustiniani trat dem Orden der Franziskanerobservanten bei und wurde zum Doctor theologiae promoviert. Später war er Professor in Padua und Genua. 1561 nahm er an einer Mission in Frankreich teil und disputierte im Beisein von König Karl IX. mit Vertretern der calvinistischen Lehre. Anschließend wirkte er in Turin als Beichtvater des savoyardischen Herzogs Emanuel Philibert.
Am 13. Oktober 1568 wurde er zum Bischof von Genf ernannt. Er ermutigte den Herzog von Savoyen und den spanischen König zu einem Kreuzzug gegen Genf. 1571 verkündete er die Beschlüsse des Konzils von Trient in der Diözese Genf, doch der savoyardische Senat verbot deren Veröffentlichung. 1578 trat er sein Bischofsamt an Claude de Granier ab und tauschte es gegen das Priorat Talloires ein. Nach dem missglückten Versuch, das dortige klösterliche Leben zu reformieren, überliess er 1590 sein Amt dem Prior von Entremont, Jacques von Savoyen-Nemours. Angelo Giustiniani zog sich in seine Geburtsstadt Genua zurück, wo er 1596 starb.